# Boronia boliviensis
Boronia boliviensis är en vinruteväxtart som beskrevs av J.B.Williams & J.T.Hunter. Boronia boliviensis ingår i släktet Boronia och familjen vinruteväxter. Inga underarter finns listade i Catalogue of Life.